# Grielum humifusum
Grielum humifusum là một loài thực vật có hoa trong họ Neuradaceae. Loài này được Thunb. mô tả khoa học đầu tiên năm 1800.